# Carl Troll
Carl Troll (Gabersee, 24 dicembre 1899 – Bonn, 21 luglio 1975) è stato un geografo, botanico, fitogeografo, alpinista ed ecologo tedesco.
È stato uno dei grandi geografi tedeschi del periodo fra le due guerre mondiali, nonché degli anni seguenti il secondo conflitto.
È noto, inoltre, per essere stato il fondatore ed il pioniere dell'Ecologia del paesaggio (Landschaftsökologie), disciplina derivante dall'Ecologia classica e che è venuta assumendo un'importanza crescente nel mondo, specie a partire dagli anni ottanta in poi.
Fu, come Humboldt, alle cui concezioni si è evidentemente ispirato, un naturalista viaggiatore. Suo fratello era il botanico Wilhelm Troll.

## Biografia
Dal 1919 al 1922 Troll studiò scienze facolta' di Biologia, all'Università di Monaco di Baviera. Nel 1921 conseguì la laurea in botanica e quindi l'abilitazione in geografia. Dal 1922 al 1927 fu assistente all'Istituto di geografia di Monaco (Institut für Länderkunde). Troll si appassionò alla geografia e alla geomorfologia dei territori montani e periglaciali e, più in generale, allo studio dell'ecologia delle alte quote. Per questa ragione viaggiò molto.
Dal 1926 al 1929 studiò diversi tipi di ambienti andini in America del Sud, là dove l'agricoltura si è sviluppata a notevoli altitudini, con concentrazioni umane non certo trascurabili, in particolare attorno al Lago Titicaca. Visitò quindi il Nord del Cile, la Bolivia, il Perù, l'Ecuador, la Colombia e Panama.
Nel 1930 fu nominato professore di geografia coloniale e di geografia d'oltremare a Berlino e sette anni dopo partecipò ad una spedizione nell'Himalaya.
Nel 1933 e 1934 le sue ricerche lo condussero nel Sud dell'Africa e nel 1937 studiò la fitogeografia delle regioni etiopiche. Dopo la guerra, però, nel 1954, tornò in America per studiare il Messico. Nel 1938 divenne professore di geografia all'Università di Bonn, dove diresse l'Istituto di Geografia per 25 anni.

## Troll e l'ecologia
Il pensiero di Carl Troll è stato senza dubbio influenzato dall'uso che egli faceva per le sue ricerche delle fotografie aeree in sequenza storica, in particolare per lo studio delle interazioni fra vegetazione e ambiente, alla scala dei paesaggi (sistemi di ecosistemi). Durante questi studi, notò che gli ecosistemi avevano precise relazioni dinamiche con lo spazio e tendevano ad aggregarsi in forme e assetti definibili e descrivibili. Tali aggregazioni gli suggerirono l'esistenza di entità biologiche a struttura sistemica di livello superiore a quello dell'ecosistema singolo o di un semplice insieme di ecosistemi. Seguendo la lezione di Humboldt, egli chiamò "paesaggi" tali sistemi formati da ecosistemi. Troll comprese anche che occorreva un diverso e specifico sviluppo delle teorie ecologiche per studiare queste nuove entità che si ponevano al vertice della Scala di aggregazione della materia vivente. Coniò allora, per tale nuova disciplina ancora tutta da scoprire, il nome di "Ecologia del paesaggio".

Era però il 1939 e la guerra ebbe inizio. Fuggito dalla Germania nazista, riparò a Zurigo sino al termine delle ostilità, per poi fare ritorno a Bonn dove riprese i suoi studi a partire dagli anni cinquanta sviluppando, fra l'altro, una terminologia adattata alle sue ricerche e centrata soprattutto sull'ecologia della montagna e delle grandi altitudini dell'Asia, dell'Africa e dell'America del Sud, ma anche degli ambienti alpini prossimi alla sua città natale.
Lavorò in particolare allo studio delle relazioni fra le variazioni climatiche stagionali, i microclimi, i suoli e le "eco-zonazioni" in funzione dell'altitudine. Studiò pertanto gli adattamenti fisiologici delle piante e delle comunità vegetali alle varie quote e si applicò alla realizzazione di carte climatiche stagionali. A tale proposito creò una classificazione climatica a tre dimensioni, a partire dai dati idrogeologici, biologici ed economici.

## Pubblicazioni
Nel 1947 fondò, a sue spese, una rivista di Geografia: "Erdkunde", nella quale pubblicò saggi di alto livello. La Rivista esiste ancora. Darà vita, in seguito, ad altre pubblicazioni e lascerà numerosi studi monografici, centinaia di articoli e di scritti brevi.

## Riconoscimenti e incarichi onorifici
- Troll ricevette numerosi premi, riconoscimenti ufficiali e incarichi di prestigio. In particolare, fu eletto Presidente dell'IGU (International Geographic Union) dal 1960 al 1964.
- Nel 1965 venne nominato Professore Emerito dell'Università di Bonn.
- Nel 1968 fu eletto Presidente (Chairman) della Commissione dell'IGU per la geo-ecologia delle alte quote.